# Тлапаліт
Тлапаліт — рідкісний і складний мінерал, телурит з хімічною формулою (Ca,Pb)3CaCu6[Te4+3Te6+O12]2(Te4+O3)2(SO4)2·3H2O. Він має твердість за шкалою Мооса 3 і має зелений колір. Назва походить від слова мовою науатль «тлапаллі», що перекладається як фарба, посилаючись на фарбоподібний габітус мінералу.
Формула та кристалічна структура тлапаліту були перевизначені в 2019 році, показуючи, що він містить шар філотелурату змішаної валентності.

## Прояви
Тлапаліт було відкрито в 1972 році у копальні «Бамболліта» (La Oriental), мініципалітет Моктесума, Сонора, Мексика (рудник, відомий своїми покладами телуру), і був схвалений IMA в 1977 році. Тут він зустрічається у вигляді тонких фарбоподібних кірок на розломах гірських порід і поруч із тонкими жилами, що проходять через ріоліт. Він часто зустрічається у вигляді тонкої плівки на кварці, серициті, кальциті або бариті, але також утворює ботріоїдальні агрегати. Часто зустрічається окремо, але може асоціюватися з іншими мінералами, особливо з карлфризітом. Його також знайшли в смарагдовій копальні в районі Тумстоун, округ Кочіс, штат Аризона, США.
Габітус мінералу свідчить про те, що він випадає в осад із швидко висихаючих кислотних розчинів. Є підстави вважати, що він утворюється в перехідній фазі, коли інші мінерали телуру, такі як тлалокіт, цесброніт, ксокомекатліт, кетцалькоатліт, тейнеїт і карлфризіт, починають руйнуватися.